# Filmfabriek Polygoon
Filmfabriek Polygoon werd in 1919 in Haarlem opgericht door Julius Stoop als film producerend bedrijf en het maakte oorspronkelijk tussentitels voor stomme films. In 1921 begon Polygoon zelf opdrachtfilms te produceren, in navolging van buitenlandse newsreels als Pathé (Frankrijk) en Fox Movietone News (Verenigde Staten).

## Polygoonjournaal
In januari 1924 begonnen de eerste wekelijkse filmjournalen onder de titel Hollandsch Nieuws. Die waren aanvankelijk tweewekelijks en vanaf begin jaren dertig van de twintigste eeuw wekelijks in de bioscoop te zien.
In mei 1931 deed geluid in Nederlandse films zijn intrede, wat het geheel een extra dimensie gaf. "Waar zij niet zijn, is niets te doen" luidde het motto van Polygoon, met betrekking tot hun cameramannen. Het muzikale logo van het Polygoonjournaal was een variatie op de bekende wijs van Mijn Nederland.
De nadruk lag steeds op de objectiviteit en betrouwbaarheid van het nieuws; anderzijds moest Polygoon als commercieel bedrijf – ook toen werd er al gestreden over contracten en uitzendrechten – ervoor waken zijn bioscooppubliek van zich te vervreemden. Daarom ging de voorkeur uit naar onderwerpen die aantrekkelijke beelden opleverden en niet al te moeilijk waren.
Tijdens de Duitse bezetting maakte het bedrijf propagandafilms voor de bezetter, waarin de Nederlandse bevolking op de hoogte werd gebracht van de stand van zaken in de vorderingen van de bezetter.